# Sikasso
Sikasso (tiếng Bambara: ߛߌߞߊߛߏ, Sikaso) là một thành phố ở phía nam Mali, thủ phủ vùng Sikasso. Đây là thành phố lớn thứ hai của Mali với 225.753 cư dân theo cuộc điều tra dân số năm 2009.

## Khí hậu
Sikasso có khí hậu xavan nhiệt đới theo phân loại khí hậu Köppen. Thành phố chỉ nhận được lượng mưa dưới 1.200 milimet (47 in) mỗi năm, hầu hết rơi vào giữa tháng 5 và tháng 10. Tháng 8 là tháng ẩm ướt nhất, với lượng mưa trung bình là 308,8 mm (12,16 in). Nhiệt độ cao nhất là vào cuối mùa khô trong tháng 3 và tháng 4 khi nhiệt độ tối đa trung bình hàng ngày trên 37 °C (98,6 °F).
| Dữ liệu khí hậu của Sikasso, Mali                                                                   | Dữ liệu khí hậu của Sikasso, Mali | Dữ liệu khí hậu của Sikasso, Mali | Dữ liệu khí hậu của Sikasso, Mali | Dữ liệu khí hậu của Sikasso, Mali | Dữ liệu khí hậu của Sikasso, Mali | Dữ liệu khí hậu của Sikasso, Mali | Dữ liệu khí hậu của Sikasso, Mali | Dữ liệu khí hậu của Sikasso, Mali | Dữ liệu khí hậu của Sikasso, Mali | Dữ liệu khí hậu của Sikasso, Mali | Dữ liệu khí hậu của Sikasso, Mali | Dữ liệu khí hậu của Sikasso, Mali | Dữ liệu khí hậu của Sikasso, Mali |
| Tháng                                                                                               | 1                                 | 2                                 | 3                                 | 4                                 | 5                                 | 6                                 | 7                                 | 8                                 | 9                                 | 10                                | 11                                | 12                                | Năm                               |
| --------------------------------------------------------------------------------------------------- | --------------------------------- | --------------------------------- | --------------------------------- | --------------------------------- | --------------------------------- | --------------------------------- | --------------------------------- | --------------------------------- | --------------------------------- | --------------------------------- | --------------------------------- | --------------------------------- | --------------------------------- |
| Cao kỉ lục °C (°F)                                                                                  | 40.5 (104.9)                      | 41.2 (106.2)                      | 42.1 (107.8)                      | 42.0 (107.6)                      | 44.0 (111.2)                      | 39.2 (102.6)                      | 42.2 (108.0)                      | 36.7 (98.1)                       | 38.9 (102.0)                      | 38.9 (102.0)                      | 40.0 (104.0)                      | 39.2 (102.6)                      | 44.0 (111.2)                      |
| Trung bình ngày tối đa °C (°F)                                                                      | 33.5 (92.3)                       | 36.0 (96.8)                       | 37.4 (99.3)                       | 37.3 (99.1)                       | 35.6 (96.1)                       | 32.9 (91.2)                       | 30.7 (87.3)                       | 29.9 (85.8)                       | 31.0 (87.8)                       | 33.3 (91.9)                       | 34.4 (93.9)                       | 33.1 (91.6)                       | 33.8 (92.8)                       |
| Tối thiểu trung bình ngày °C (°F)                                                                   | 15.3 (59.5)                       | 18.3 (64.9)                       | 22.1 (71.8)                       | 24.6 (76.3)                       | 24.1 (75.4)                       | 22.4 (72.3)                       | 21.5 (70.7)                       | 21.4 (70.5)                       | 21.3 (70.3)                       | 21.5 (70.7)                       | 18.5 (65.3)                       | 15.2 (59.4)                       | 20.5 (68.9)                       |
| Thấp kỉ lục °C (°F)                                                                                 | 8.2 (46.8)                        | 10.0 (50.0)                       | 13.0 (55.4)                       | 16.8 (62.2)                       | 17.1 (62.8)                       | 17.7 (63.9)                       | 17.2 (63.0)                       | 17.0 (62.6)                       | 18.0 (64.4)                       | 14.0 (57.2)                       | 10.0 (50.0)                       | 8.0 (46.4)                        | 8.0 (46.4)                        |
| Lượng mưa trung bình mm (inches)                                                                    | 1.4 (0.06)                        | 4.1 (0.16)                        | 12.8 (0.50)                       | 45.9 (1.81)                       | 109.1 (4.30)                      | 152.3 (6.00)                      | 243.7 (9.59)                      | 308.8 (12.16)                     | 210.0 (8.27)                      | 84.4 (3.32)                       | 11.7 (0.46)                       | 2.0 (0.08)                        | 1.186,2 (46.71)                   |
| Số ngày mưa trung bình (≥ 0.1 mm)                                                                   | 0.2                               | 0.6                               | 2.3                               | 5.4                               | 9.9                               | 12.7                              | 17.0                              | 20.0                              | 14.5                              | 9.0                               | 1.4                               | 0.2                               | 93.2                              |
| Độ ẩm tương đối trung bình (%)                                                                      | 31                                | 27                                | 33                                | 48                                | 61                                | 72                                | 79                                | 82                                | 80                                | 71                                | 52                                | 38                                | 56                                |
| Số giờ nắng trung bình tháng                                                                        | 263.1                             | 242.3                             | 237.6                             | 217.5                             | 242.0                             | 220.8                             | 203.2                             | 176.6                             | 190.7                             | 243.0                             | 257.6                             | 261.6                             | 2.756                             |
| Nguồn 1: Tổ chức Khí tượng Thế giới                                                                 |                                   |                                   |                                   |                                   |                                   |                                   |                                   |                                   |                                   |                                   |                                   |                                   |                                   |
| Nguồn 2: NOAA (đo nắng, 1961–1990), Deutscher Wetterdienst (đo nhiệt độ tối đa, tối thiểu và độ ẩm) |                                   |                                   |                                   |                                   |                                   |                                   |                                   |                                   |                                   |                                   |                                   |                                   |                                   |

## Nơi thờ cúng
Các nơi thờ cúng chủ yếu là các nhà thờ Hồi giáo. Ngoài ra còn có các nhà thờ Thiên chúa giáo như Giáo phận Công giáo Roma Sikasso (Giáo hội Công giáo), Église Chrétienne Évangélique du Mali (Hội Truyền giáo Phúc âm Liên hiệp), Hội chúng của Đức Chúa Trời.